# Tegeocranellidae
Tegeocranellidae zijn  een familie van mijten. Bij de familie is één geslachten met 17 soorten ingedeeld.